# Херман III фон Мюнстер
Херман III фон/ван Мюнстер (на немски: Herman III von/van Münster, Heer zu Brockhof; * ок. 1227 в Брокхоф (част от Мюнстер); † 1284) е благородник от стария франкски род Мюнстер, господар на Брокхоф в Мюнстер в Северен Рейн-Вестфалия.
Той е син на Херман II фон Мюнстер, господар на Брокхоф († 1230) и съпругата му Метхилдис ван Льоен († сл. 1265), дъщеря на граф Герхард III ван Льоен-Лон († 1221) и ван Бредевоорт (* ок. 1185). Внук е на Херман I фон Мюнстер, господар на Брокхоф († сл. 1199) и Аделхайд ван Беверен († сл. 1227).

## Фамилия
Херман III фон Мюнстер се жени ок. 1249 г. за Гизела ван Льоен (* ок. 1220; † сл. 22 юли 1303), дъщеря от друга връзка на дядо му граф Герхард III ван Льоен-Лон († 1221). Те имат един син:
- Херман IV фон Мюнстер, господар на Брокхоф (* ок. 1250; † пр. 28 април 1297), женен пр. 12 февруари 1275 г. за Юта I фон Ахауз (* ок. 1252; † 1303), дъщеря на Бернхард фон Хорстмар-Ахауз († 1308) и София фон Лон от Нидерландия († 1291)